# Canton de Salazie
Le canton de Salazie est un ancien canton de l'île de La Réunion, département d'outre-mer français de l'océan Indien. Il correspondait exactement à la commune de Salazie.

## Histoire
| Période                                                    | Période | Identité                         | Étiquette    | Qualité                                                                                         |
| ---------------------------------------------------------- | ------- | -------------------------------- | ------------ | ----------------------------------------------------------------------------------------------- |
| Les données antérieures à 1955 ne sont pas encore connues. |         |                                  |              |                                                                                                 |
| ?                                                          | ?       | Jean-Baptiste Alidor (1857-1907) |              | Commerçant Maire de Salazie                                                                     |
| 1955                                                       | 1973    | André Fontaine                   | DVG puis DVD | Maire de Salazie (1953-1972)                                                                    |
| 1973                                                       | 1979    | Jean-Claude Welmant              | UDR puis RPR | Enseignant et directeur de collège Conseiller régional Maire de Salazie (1972-1983)             |
| 1979                                                       | 1992    | Samuel Carpaye (1943-2009)       | UDF          | Directeur de la Société de Transport de l’Océan Indien (STOI) Adjoint au maire de Salazie       |
| 1992                                                       | 1998    | Hilaire Maillot                  | RPR puis DVD | Chef d’entreprise Maire de Salazie (1987-1998)                                                  |
| 1998                                                       | 2015    | Stéphane Fouassin                | UDF puis NC  | Médecin généraliste Maire de Salazie (1998-2023) Suppléant du député Bertho Audifax (2002-2007) |